# Haugesund
Haugesund – norweskie miasto i gmina leżąca w regionie Rogaland.
Haugesund jest 403. norweską gminą pod względem powierzchni. Niewielki port morski.

## Historia
Gmina Haugesund powstała w 1854, poprzez wydzielenie jej z gminy Torvastad. W 1866 uzyskała tytuł kjøpstad – miasta targowego. W dwóch etapach, w 1911 i 1958, w granice Haugesundu włączono gminę Skåre. Miasto osiągnęło obecne rozmiary w 1965.

## Atrakcje turystyczne
- Haraldshaugen – pomnik zjednoczenia Norwegii;
- latarnia morska Røværsholmen.

### Obiekty sakralne
- kościół Naszego Zbawiciela (Vår Frelsers kirke),
- kościół w Skåre (Skåre kirke);
- kościół św. Józefa (St. Josef kirke).

## Demografia
Według danych z roku 2005 gminę zamieszkuje 31 530 osób. Gęstość zaludnienia wynosi 436,34 os./km². Pod względem zaludnienia Haugesund zajmuje 24. miejsce wśród norweskich gmin.
| ludność stan na 1 stycznia 2005 |         |           |        |
|                                 | kobiety | mężczyźni | razem  |
| osób                            | 15 545  | 15 985    | 31 530 |
| %                               | 49,3%   | 50,7%     | 100%   |

| wykształcenie stan na 1 października 2004 |        |         |        |        |
|                                           | podst. | średnie | wyższe | niezn. |
| osób                                      | 3922   | 14 780  | 5612   | 697    |
| %                                         | 15,68% | 59,09%  | 22,44% | 2,79%  |

## Edukacja
Według danych z 1 października 2004:
- liczba szkół podstawowych (norw. grunnskolar): 13
- liczba uczniów szkół podstawowych: 4129

## Sport
- FK Haugesund - klub piłkarski
- Haugar Haugesund - klub piłkarski
- SK Vard Haugesund - klub piłkarski
- Haugesund IL - klub lekkoatletyczny
- Haugesund Stadion - stadion klubów

## Władze gminy
Według danych na rok 2011 administratorem gminy (norw. rådmann) jest Odd Henry Dahle, natomiast burmistrzem (norw. ordfører, d. borgermester) jest Petter Steen jr.